# Комрат
Комра́т (рум. Comrat, гаг. Komrat) — город и муниципий на юге Республики Молдова, столица АТО Гагаузия (Автономно-территориального образования «Гагауз Ери»). Крупнейший по численности населения город автономии, важный транспортный узел, политический, экономический, культурный и научный центр. Административный центр Комратского района. Комрат обладает особым статусом в административном делении Молдавии — он является муниципием. Расположен в центральной части Буджакской степи, на реке Ялпуг.

## Название
Однозначных исторических данных относительно происхождения названия Комрата не существует. Большинство исследователей склоняется к версии о том, что современное название города произошло от названия одного из родов ногайцев — «конград», «комбат», «конгурат», племена которых жили в Бессарабии в XVI—XVIII веках.
В свою очередь, гагаузский просветитель М. Чакир придерживается иной версии — происхождения названия города от татарского «комур ат», что совпадает с народной легендой о «Чёрной лошади Comur At», сегодняшнем символе Комрата.

## Герб
Впервые герб Комрата был утверждён румынскими властями 1 октября 1932 года. Он представлял собой щит, увенчанный серебряной короной с тремя башнями, а в центре был изображён конь. Современный вариант герба столицы Гагаузии утверждён муниципальным Советом в июле 2005 года. Авторы: А. Копча и А. Иварлак.

## География
Комрат расположен в центральной части Буджакской степи, находящейся в юго-восточной части Молдавии и представляет собой холмистую равнину, расчленённую речными долинами, балками и оврагами, которые были образованы в результате эрозионных и оползневых процессов. Протяжённость города с севера на юг составляет 6 км, а с востока на северо-запад — 5,3 км. Недалеко от северной окраины города находится Комратское водохранилище, возведённое в русле реки Ялпуг (бассейн Дуная), которая протекает через город по направлению с севера на юг, и в летний период сильно мелеет.
Расстояние от Комрата до столицы Молдавии, Кишинёва по автодороге E584 — 98 км, 217 км по автодорогам E584, R-26, R-30, M-15, M-16 — до Одессы, 385 км по автодорогам E584, E81 — до Бухареста и 1426 км по автодорогам E584, E95, E391, E101 — до Москвы.

## Климат
Климат города умеренно континентальный. Зима мягкая и короткая, лето жаркое и продолжительное. Атмосферная циркуляция характеризуется преобладанием западных тёплых, а иногда и влажных атлантических воздушных масс. Температурный режим характеризуется положительными среднегодовыми температурами. Осадки выпадают неравномерно как по годам, так и по сезонам, и составляют 350—370 мм, что относит Комрат к зоне недостаточного увлажнения.
| Показатель                                                                  | Янв. | Фев. | Март | Апр. | Май  | Июнь | Июль | Авг. | Сен. | Окт. | Нояб. | Дек. | Год  |
| --------------------------------------------------------------------------- | ---- | ---- | ---- | ---- | ---- | ---- | ---- | ---- | ---- | ---- | ----- | ---- | ---- |
| Средний суточный максимум, °C                                               | 1,5  | 4,3  | 9,9  | 16,4 | 22,6 | 26,4 | 28,7 | 28,7 | 22,7 | 15,6 | 9,4   | 3,6  | 15,8 |
| Средняя температура, °C                                                     | −1,8 | 0,3  | 5,1  | 11,1 | 17,3 | 21,5 | 23,8 | 23,5 | 17,8 | 11,3 | 6,0   | 0,5  | 11,3 |
| Средний суточный минимум, °C                                                | −5,2 | −3,4 | 0,4  | 5,5  | 11,3 | 15,9 | 18,3 | 18,0 | 13,0 | 7,1  | 2,9   | −2,5 | 6,7  |
| Средняя влажность, %                                                        | 82   | 76   | 69   | 64   | 58   | 57   | 55   | 53   | 60   | 70   | 79    | 81   | 67,0 |
| Источник: https://ru.climate-data.org/европа/молдова/гагаузия/комрат-27599/ |      |      |      |      |      |      |      |      |      |      |       |      |      |

### Климатические риски
Территория Комрата уязвима для изменений климата, а также подвержена опасным метеорологическим явлениям. Наибольшие уроны вызваны сухими ветрами, градом, морозом и засухой, которые носят циклический характер, и происходят каждые три-четыре года. Проливные дожди приводят к более интенсивной и непрерывной деградации почв. В связи с недостаточным количеством лесов и водных ресурсов, в окрестностях города наблюдается постепенное опустынивание. Прогнозируется, что в ближайшие 10-15 лет среднегодовая температура в регионе может повыситься на 2⁰C, и вместе с этим, ожидается снижение количества атмосферных осадков на 50 мм.

## Водные ресурсы
Общей характеристикой региона является ограниченный доступ к качественным ресурсам питьевой воды и воды для ирригации. Водные ресурсы Комрата представлены поверхностными и подземными водами. Поверхностные источники воды ограничены.

### Поверхностные воды
Поверхностные воды в Комрате представлены протекающей через город рекой Ялпуг и Комратским водохранилищем, расположенным по течению реки выше города. Поверхностные воды не могут использоваться для обеспечения жителей города питьевой водой по причине несоответствия санитарным нормам. Качество воды в реке Ялпуг и Комратском водохранилище отнесено к V классу качества (очень загрязнённая).

### Подземные воды
Подземные воды в регионе (общий объём около 8-10 млн м³) характеризуются превышением предельно допустимых концентраций соединений, таких как фтор, бор, натрий и сероводород. Вместе с этим, вода из подземных источников является единственно возможным вариантом водоснабжения города. Подаётся населению и промышленности при помощи артезианских скважин (из нижне-среднего и верхнесарматского горизонтов) и шахтных колодцев.
Грунтовые воды на территории муниципия Комрат расположены в южной и юго-западной части города и залегают на глубине 0,3-2,3 м. Высокий уровень их залегания наносит ущерб производственно-хозяйственной деятельности населения. Качество грунтовых вод (определено в результате исследования колодезных вод) не соответствует требованиям санитарных норм в связи с обнаружением высокого содержания нитратов и солей (сухого остатка). Причина загрязнения нитратами — антропогенный фактор, а высокое содержание в воде солей обусловлено её природой.

## История
Бессарабский историк Владимир Нику (Vladimir Nicu) упоминает некий документ от 27 мая 1443 г., где фигурирует урочище Комрат. О нём же, возможно, писал и Эвлия Челеби в конце XVII века. Челеби писал, что в центре Буджака имеется странное селение под названием Камрал-Кум, куда ещё не ступала нога чужеземца, так как в нём проживает воинственное племя, которое всех, кто к ним попадает, тут же уничтожает. Поэтому даже турецкая армия обходит стороной эти места. Большинство современного населения Комрата является потомками задунайских переселенцев, начавших заселять земли Бессарабии после начала русско-турецкой войны 1806—1812 годов. После утраты над этими землями контроля Порты и ухода татар-ногайцев количество переселенцев увеличилось. Их расселение преимущественно происходило в местах, где ранее были обустроены поселения татар-ногайцев. Прибывающие переселенцы имели греческое вероисповедание, их определяли как болгар, однако большинство из них разговаривали на турецком диалекте.
В 1812 году Бессарабия (вместе с Комратом) вошла в состав России. В 1819 году в Комрат прибыла вторая волна переселенцев из Османской империи. В конце XX века были найдены книги регистрации актов гражданского состояния населения Комрата, датируемые 1819 годом. Приходскую канцелярию вёл на румынском языке священник Василе Томеску.
Согласно проведённым в период с 1822 по 1828 год статистическим описанием вошедших в Российскую Империю земель Бессарабии, по состоянию на 1827 год, Комрат имел статус колонии, которая располагалась на правом берегу реки Ялпуг. В 1827 году в ней проживало 306 семей в составе 1541 жителя (колонистов 1282 человека, не колонистов 259 человек), из них: болгар (гагаузов) 1193 человека, молдаван — 282, запорожских казаков — 9, греков — 8, сербов — 8, а также 6 отставных офицеров.
Колония была выстроена правильными кварталами, имела одну торговую площадь где проводились ярмарки, две церкви (каменная и деревянная), 253 плетневых дома, 80 плетневых лавок, 10 мельниц (1 на реке Ялпуг, 7 ветряных и 2 земляных), 14 колодцев, 13 виноградников и фруктовых садов. В хозяйствах содержалось 738 лошадей, 2574 головы рогатого скота и 7180 овец.
В 1820 году был основан Комратский кафедральный собор Св. Иоанна. В 1860-х годах в Комрате работал болгарский учитель-подвижник Павел Калянджи. По его инициативе было основано Комратское центральное училище, где преподавание велось на болгарском языке — подобно ранее созданной Болградской гимназии. В 1862 Калянджи стал директором Комратского училища. В его стенах два года проучился Александр Теодоров-Балан.
В 1906 году крестьяне села Комрат Бендерского уезда начали борьбу за раздел помещичьих земель, арестовали чиновников местной власти и провозгласили Комратскую республику, которая просуществовала всего 5 дней. Это восстание было подавлено царскими войсками.
Необычна история создания в Комрате женской гимназии. Местный богач Г. И. Цанко-Кыльчик и земский начальник Максим Колибаба в 1910 году заключили пари о том, что последний лично скосит 8 га овса, — и за это помещик даст денег на лицей для девочек. Пари выиграл местный глава. За благотворительное дело Цанко-Кыльчик был награждён орденом Св. Анны 3-й степени и стал потомственным почётным гражданином Комрата.
18 июня 1913 года в Комрате закончилось строительство телефонной станции. При сельских правлениях открыты 8 телефонных пунктов.
Комрат входил в состав Румынии с 1918 по 1940 год. В 1920-х гг. в Комрате основан лицей имени господаря Дмитрия Кантемира. В 1925 году Комрат впервые стал городом. В 1932 году Комрат впервые получил герб. Он представлял собой щит, увенчанный серебряной короной с тремя башнями, а в центре был изображён «вольный конь» (без седла и узды).
Комрат (вместе со всей Гагаузией) был присоединён к СССР и включён в состав Молдавской ССР в 1940 году. Оккупирован румынскими и немецкими войсками с 1941 по 1944 год.
13 сентября 1957 года в результате объединения сёл Старый и Новый Комрат был образован город Комрат. Позже в черту города был включён посёлок при одноимённой железнодорожной станции.
Во времена МССР в городе функционировали заводы: маслодельный, винодельческий, железобетонных изделий; работало производство безворсовых ковров с молдавским национальным орнаментом.
В 1995 году, по решению населения Гагаузии, Комрат стал столицей Гагаузской автономии. К тому моменту тюркоязычные гагаузы мыслили себя отдельным от славяноязычных болгар этносом.

## Население
Согласно национальному бюро статистики население города на начало 2023 года составляет 20165 человек. 9267 человек мужского населения и 10898 человек женского.
| Год       | 1827 | 1877  | 1970   | 1989   | 1991   | 1996   | 2004   | 2006   | 2008  | 2014  | 2016  | 2018  | 2020  |
| Население | 1541 | 4 935 | 22 000 | 25 800 | 27 500 | 27 400 | 23 429 | 22 369 | 22000 | 19825 | 19553 | 20018 | 20743 |

Национальный состав населения:
- 70 % — гагаузы,
- 10 % — молдаване,
- 10 % — русские,
- 5 % — болгары,
- 5 % — другие национальности.

В начале XX века соотношение гагаузов и болгар в населении Комрата составляло примерно 2:1. Однако в результате ассимиляционных процессов и более высокой рождаемости гагаузов к концу XX века на 14 гагаузов приходился лишь 1 болгарин.
Согласно последней переписи населения, проведённой в 2014 году, в муниципии Комрат проживают 20 113 человек.
По тем же данным 9528 жителей мужского пола и 10 585 — женского.
По возрастным группам:
- 0—17 лет — 4218 человек
- 18—64 лет — 13 943 человек
- 65+ лет — 1952 человек

## Образование
С 1991 года в городе действует многопрофильное высшее учебное заведение Комратский государственный университет, являющийся преемником Гагаузского национального университета. В городе также открыт Педагогический колледж им. Михаила Чакира, профессионально-техническое училище, 6 общеобразовательных лицеев, 2 гимназии. Из восьми заведений среднего образования, в семи преподавание происходит на русском языке, и только в одном — на государственном (румынском языке) и 7 детских дошкольных учреждений.
Среди объектов социально-образовательной сферы также значатся: дом культуры, историко-краеведческий музей, 3 библиотеки и 6 объектов спортивной инфраструктуры.

## Экономика
Основа доходов местного бюджета — собственные доходы, состоящие из налога на недвижимость, местных налогов и сборов. Местный бюджет зависим на 43,2 % — 53,3 % от средств, полученных из государственного бюджета.
Основу экономики города составляет промышленное производство и пищевая промышленность. В городе функционируют промышленные предприятия: завод автомобильной проводки «Фуджикура», нефтеперерабатывающий завод, завод железобетонных изделий «Бетакон», мебельная фабрика «Голиат Вита», швейная фабрика «Редиаджер СВ», фармацевтическая фабрика «Витафарм», фабрика окон и пилорама. Предприятия пищевой промышленности винзавод «Вина Комрата», консервный завод «Басарабия Агроэкспорт», маслозавод «Фабрика Олой Пак», хлебокомбинат «Milina»
и спиртзавод.
По состоянию на 2019 год в городе действовало 2348 экономических агента, из которых в сфере торговли было занято 734 человека, в сфере оказания услуг — 151. В Комрате действует несколько рынков и супермаркетов. Имеется сеть автозаправочных станций. Проблемой Комрата остаётся безработица и трудовая миграция.

## Водоснабжение и водоотведение
Базовым источником водоснабжения населения города является Чок-Майданский водозабор, состоящий из 12 артезианских скважин находящихся в 25 км от города. Основные потребности промышленности обеспечиваются водой из артезианских скважин, оборудованных на территории предприятий. Также в пределах города оборудовано 47 скважин глубиной от 200 до 500 м, обеспечивающие водоотбор до 2400 м³/сут.
По состоянию на 2018 год в населённом пункте состоящем из 8390 хозяйств с населением 26200 человек, покрытие централизованной системой водоснабжения составляет 92,6 % домохозяйств.
К услугам централизованной системы канализации подключено 3195 потребителей, что составляет 35,2 %, частные домовладения оборудованы септиками, ливневая канализация неразвита. Городская станция очистки сточных вод не работает, сточные воды сбрасываются в реку Ялпуг.
В настоящее время рассматривается возможность строительства единой региональной станции очистки сточных вод, которая обеспечит потребности муниципалитета и всех близлежащих населённых пунктов.

## Дорожная инфраструктура и общественный транспорт
Комрат является транспортным узлом региона, имеющего разветвлённую инфраструктуру автомобильных дорог и второстепенную ветку железнодорожной линии. Общая протяжённость автомобильных дорог в городе составляет 149 км, из них освещаются 146 км (97,9 %), а 66 км (44,2 %) имеет твёрдое покрытие.
Для обеспечения потребностей населения, проживающего в городских зонах «Туканяска», «Центр», «ДСУ — Геофизика», «Заялпужье» и «Больница», разработано девять городских маршрутов, которые обеспечены 16 единицами транспорта. Основой проблемой общественного транспорта является их неприспособленность для перевозки людей с ограниченными возможностями.

## Достопримечательности
- Православный собор Святого Иоанна Предтечи, построенный в 1840 году.
- Флаг КомратаКраеведческий музей, основу коллекции которого составляют археологические находки. Постоянная экспозиция музея посвящена гагаузской истории и культуре.
- Гагаузская художественная галерея.
- Турецкая библиотека имени Мустафы Кемаля Ататюрка.
- Аллея славы гагаузского народа.
- Памятник героям-освободителям (скульптор Дубиновский).
- Памятник воинам-афганцам (скульптор А. Карачобан).
- Памятник Ленину.
- Памятник танкистам.
- Памятник жертвам политических репрессий.Центральный парк, фонтан
- Катакомбы[21].

## Список руководителей
Российская империя 1817—1918 гг.
- Выборный старшина Константин Койчу (1817—1830);
- Выборный старшина Андрей Илашко (1830—1843);
- Выборный старшина Дмитрий Койчу (1843—1855);
- Выборный старшина …Кули (Кула?) (1855—1869);
- Выборный старшина Георгий Каранфилов (1870—1890);
- доподлинно не известно (1914—1918).

Румыния 1918—1940 гг.
- Примар Дмитрий Кысса (1918—1929);
- Примар Ион Пэпэнару (1929—1930);
- Примар Георгий Кайкы (1930—1940).

СССР 1940—1941 гг.
- Председатель райисполкома Николай Гаврилов (1940—1941 гг).

Румыния 1941—1944 гг.
- Примар капитан Николае Градинару (1941—1943);
- Примар … Златов (1943—1944);
- Примар майор Петре Мардарь (1944—1944).

СССР 1944—1990
В 1944 году Комрат был разделён на 3 сельских совета.
- Председатель Ново-Комратского сельсовета Василий Семёнович Кендигелян, Ялпужского сельсовета Георгий Стаматов, Старо-Комратского сельсовета …
- Председатель Ялпужского сельсовета Иван Дмитриевич Герасимов с 1945.

В 1957 году Комрат получил статус города.
- Председатель горисполкома Исаак Львович Гонинберг (1957—1959);
- Председатель горисполкома Пивкин (1959—1962);
- Председатель горисполкома Галина Николаевна Пыдер (1959—1962);
- Председатель горисполкома Клавдия Григорьевна Маркивец (1962—1964);
- Председатель горисполкома Сергей Иванович Свириденко (1964—1970);
- Председатель горисполкома Подшивалов Леонид Александрович (1970—1972);
- Председатель горисполкома Фёдор Афанасьевич Влах (1972—1974);
- Председатель горисполкома Евгений Ефимович Мелентий (1974—1979);
- Председатель горисполкома Иван Михайлович Стаматов (1979—1981);
- Председатель горисполкома Анатолий Кузьмич Киреев (1981—1982);
- Председатель горисполкома Владимир Леонидович Митько (1982—1986);
- Председатель горисполкома Константин Фёдорович Попович (1986—1989).

Республика Молдова 1990 — наст. время
- Председатель горисполкома Андрей Семёнович Буюклы (1990—1991);
- Председатель горисполкома Леонид Фёдорович Добров (1991—1994);
- Примар Дмитрий Георгиевич Кырма (1994—1995);
- Примар Иван Дмитриевич Кыльчик (1995—1996);
- Примар Анатолий Георгиевич Карабаджак (1996—1997);
- Примар Дмитрий Георгиевич Кырма (1997—1998);
- Примар Константин Петрович Таушанжи (1998—2004);
- Примар Николай Харлампиевич Дудогло (2004—2015);
- Примар Сергей Ильич Анастасов (2015 — наст. время).

## Города-побратимы
| №  | Населённый пункт             | Государство | Год  |
| -- | ---------------------------- | ----------- | ---- |
| 1  | Район Стамбула Пендик        | Турция      |      |
| 2  | Хендек                       | Турция      |      |
| 3  | Сапанджа                     | Турция      |      |
| 4  | Кючюккей                     | Турция      |      |
| 5  | Татлысу                      | Кипр        |      |
| 6  | Район Москвы Сокольники      | Россия      |      |
| 7  | Грозный                      | Россия      |      |
| 8  | Бавлы                        | Россия      |      |
| 9  | Район Будапешта Эржебетварош | Венгрия     | 2005 |
| 10 | Болград                      | Украина     | 2014 |
| 11 | Брянск                       | Россия      | 2015 |
| 12 | Слэник-Молдова               | Румыния     | 2018 |
| 13 | Турда                        | Румыния     | 2017 |
| 14 | Волоколамск                  | Россия      | 2021 |

## Галерея
- Исполнительный комитет Гагаузии
- Центральная площадь
- Комратский государственный университет
- Дом культуры
- Гостиница
«Алтын палас»
- Торговый центр «Комрат-Сити»
- Многоквартирный
жилой дом

## Комментарии
1. ↑  Официальное название на русском языке согласно позиции Росреестра Архивная копия от 8 мая 2016 на Wayback Machine, Указов Президента России Архивная копия от 15 апреля 2021 на Wayback Machine, Статьи 1 Конституции Республики Молдова Архивная копия от 16 апреля 2021 на Wayback Machine